# والتر هونزيكر
والتر هونزيكر هو عالم اجتماعي سويسري، ولد في 1899 في زيورخ في سويسرا، وتوفي في 7 يناير 1974 في سويسرا.